# وینسنت سو
وینسنت سو (چینی: 蕭萬長؛ زادهٔ ۳ ژانویهٔ ۱۹۳۹) یک سیاست‌مدار اهل تایوان که از ۱ سپتامبر ۱۹۹۷ تا ۲۰ مه ۲۰۰۰ نخست‌وزیر این کشور بود.